# Ronald McDonald Hus

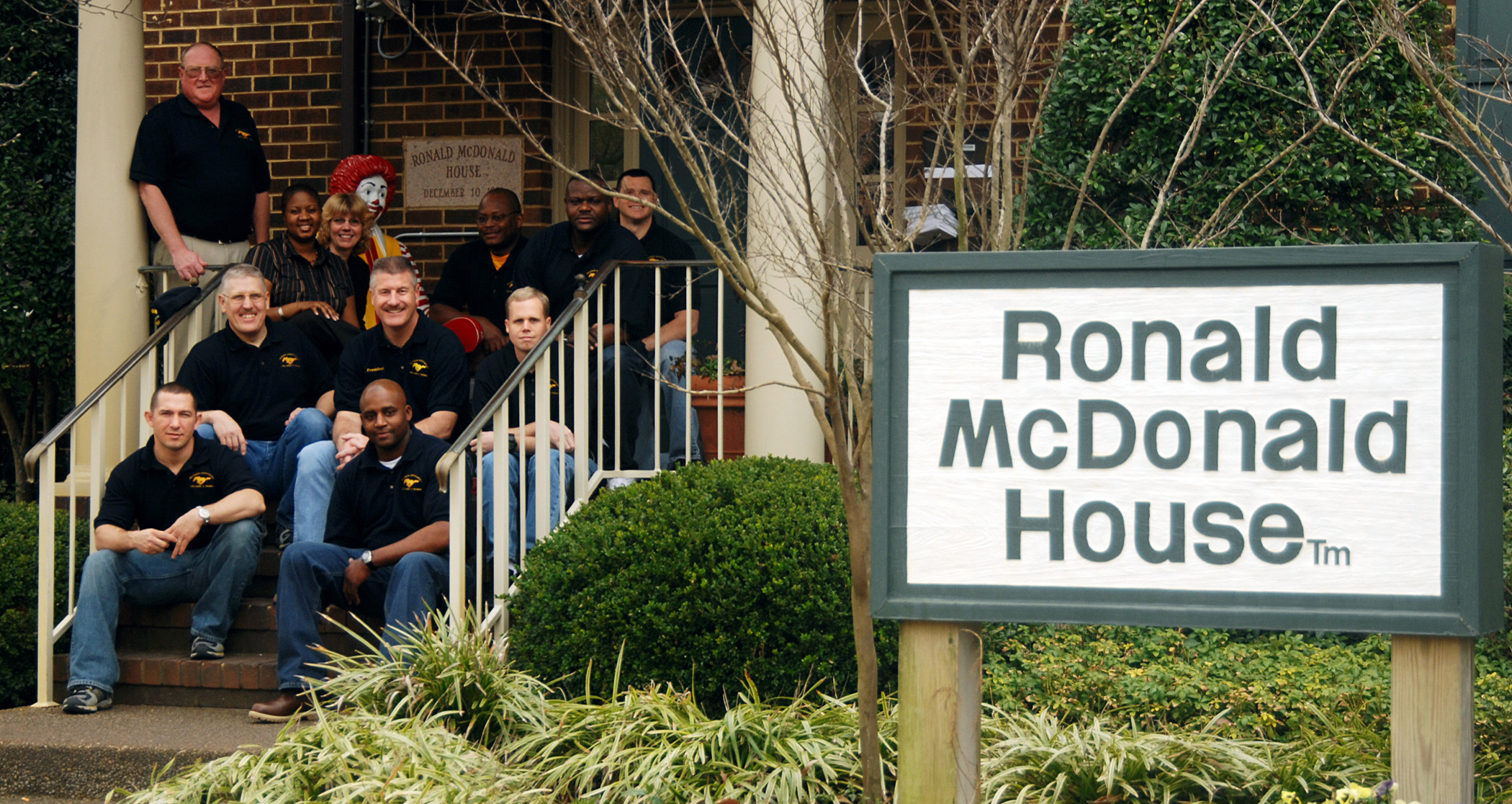
Ronald McDonald House i Norfolk med personal på trappan.

Ronald McDonald Hus tillhandahåller genom stiftelsen Ronald McDonald Barnfond bostäder för anhöriga till svårt sjuka barn. Husen är belägna i anslutning till barnsjukhus där barnen skall kunna leva med sina familjer under behandlingstiden. 

## Om husen

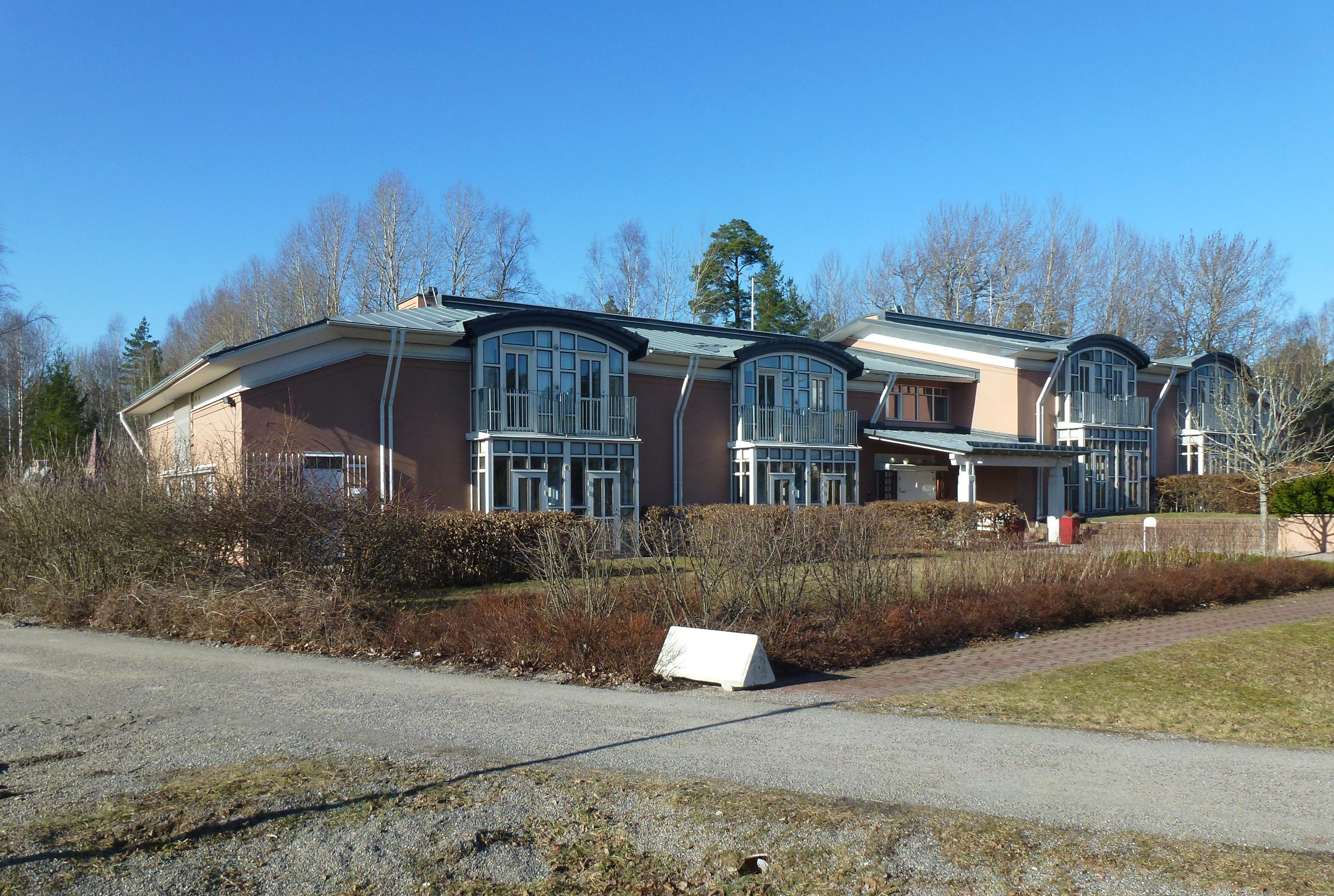
Ronald McDonalds hus i Flemingsberg.

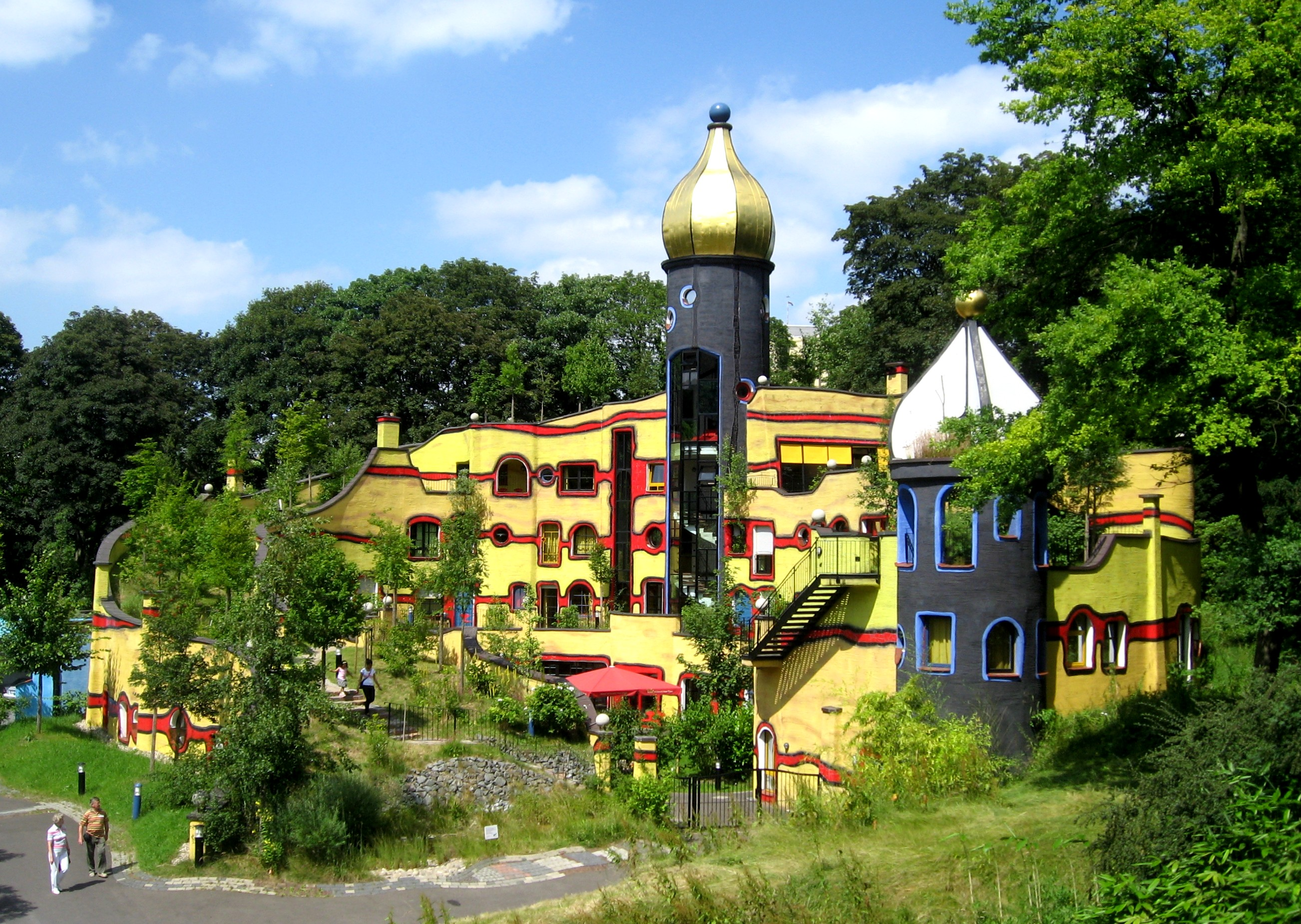
Ronald McDonalds hus i Essen, ritat av Friedensreich Hundertwasser

Husen i Sverige är separata icke-vinstdrivande stiftelser. Insamlingsorganisationen Ronald McDonald Barnfond finansierar byggandet av nya Hus, när ett Hus är färdigbyggt drivs det genom en egen organisation med egen styrelse bestående av representanter från sjukvården, patienterna och det lokala näringslivet. Verksamheten i Sverige finansieras till största delen genom regionersättning, och genom gåvor från privatpersoner och företag. Varje år bor drygt 4000 familjer på ett Ronald McDonald Hus i Sverige, i samband med specialistvård på det närliggande universitetssjukhuset. 

## Syfte

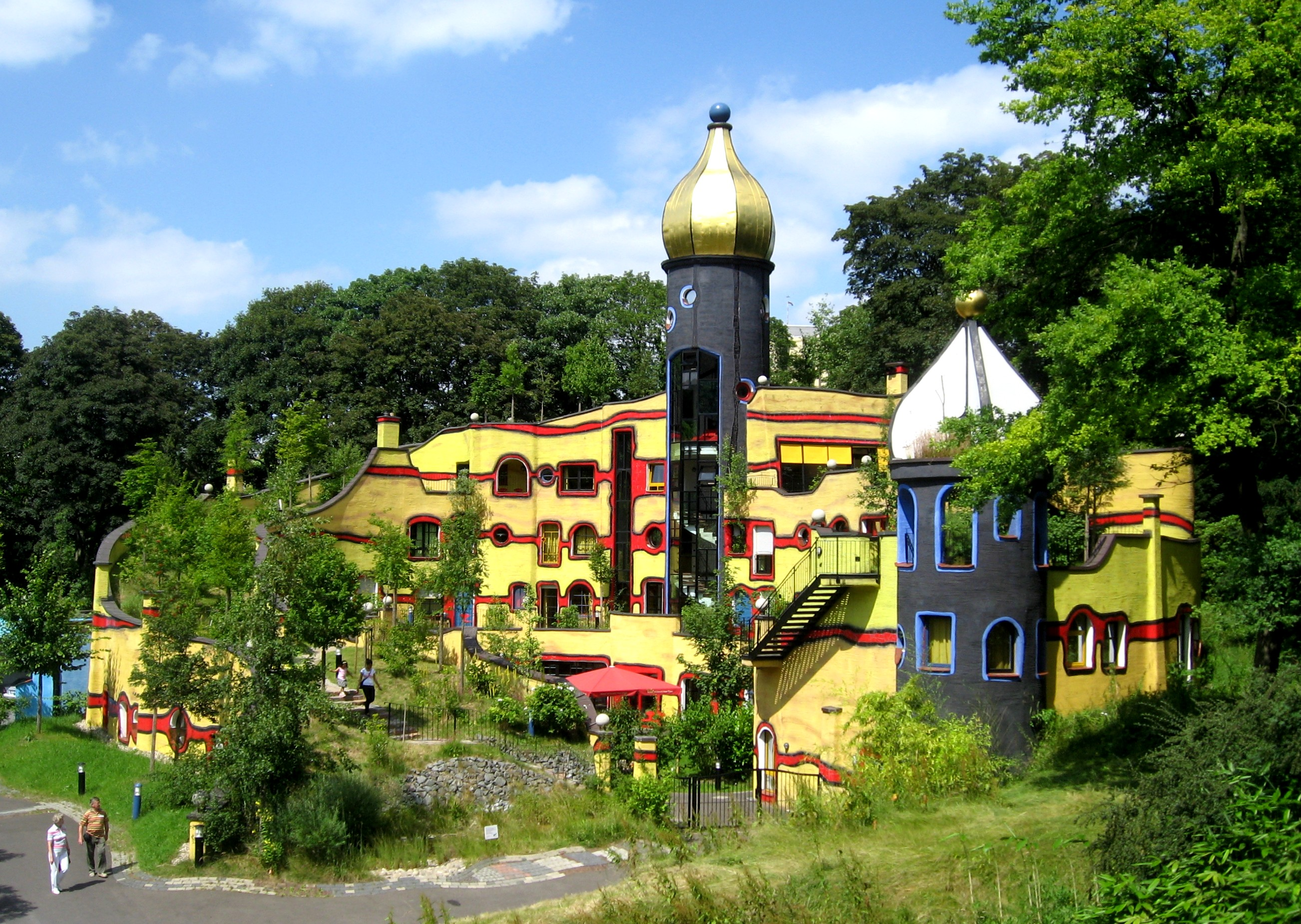
Ronald McDonalds hus i Essen, ritat av Friedensreich Hundertwasser

Husens huvudsyfte är att sjuka barn och deras familjer ska kunna bo tillsammans nära sjukhuset. Om barnet är svårt sjukt, kan familjen bo gratis i något av dessa hus under behandlingstiden. Husen har separata familjerum med badrum, gemensamma kök, vardagsrum, lekrum och andra lokaler.  

## Historia
Det första Ronald McDonald-huset öppnade 15 oktober 1974 vid Children's Hospital of Philadelphia nära University of Pennsylvania i Philadelphia och den 6 mars 1985 invigdes första huset i Europa vid Academisch Medisch Centrum i Amsterdam i stadsdelen Amsterdam-Zuidoost. Det första huset i Asien invigdes i Hongkong i oktober 1996 i stadsdelen Sha Tin.
Det första Ronald McDonald-huset i Norden invigdes 29 september 1993 i Flemingsberg /Huddinge vid Karolinska Sjukhuset Huddinge.
I Sverige finns Ronald McDonald Hus även i
- Göteborg, vid Drottning Silvias barnsjukhus, invigd 7 september[4] 1999
- Lund, vid universitetssjukhuset, invigd 1 september[4] 2003
- Linköping, vid universitetssjukhuset, invigd 26 augusti[5] 2009
- Uppsala, vid Akademiska sjukhuset och Skandionkliniken, invigd 11 september[6] 2013

Idén till det första Huset kom från den kvinnliga barnonkologen Dr. Audrey Evans (1925-2022). Finansieringen löstes genom stora bidrag från lokala franchisetagare på McDonald's i Philadelphia, och som tack fick man döpa Huset. Idén spred sig inom sjukvården som såg fördelarna med att familjen kunde vara nära sjukhuset, och dag finns det nära 400 Ronald McDonald Hus runt om i världen, varav ca 100 i Europa. Än idag är McDonald's den enskilt största bidragsgivaren när nya Hus byggs runt om i världen